# Mat modèlic
|   | a                                                                                          | b                                                                                          | c                                                                                          | d                                                                                          | e                                                                                          | f                                                                                          | g                                                                                          | h                                                                                          |   |
| 8 | d7 blanques rei · e5 blanques cavall · h5 blanques torre · d4 negres rei · e4 negres torre | d7 blanques rei · e5 blanques cavall · h5 blanques torre · d4 negres rei · e4 negres torre | d7 blanques rei · e5 blanques cavall · h5 blanques torre · d4 negres rei · e4 negres torre | d7 blanques rei · e5 blanques cavall · h5 blanques torre · d4 negres rei · e4 negres torre | d7 blanques rei · e5 blanques cavall · h5 blanques torre · d4 negres rei · e4 negres torre | d7 blanques rei · e5 blanques cavall · h5 blanques torre · d4 negres rei · e4 negres torre | d7 blanques rei · e5 blanques cavall · h5 blanques torre · d4 negres rei · e4 negres torre | d7 blanques rei · e5 blanques cavall · h5 blanques torre · d4 negres rei · e4 negres torre | 8 |
| 7 | d7 blanques rei · e5 blanques cavall · h5 blanques torre · d4 negres rei · e4 negres torre | d7 blanques rei · e5 blanques cavall · h5 blanques torre · d4 negres rei · e4 negres torre | d7 blanques rei · e5 blanques cavall · h5 blanques torre · d4 negres rei · e4 negres torre | d7 blanques rei · e5 blanques cavall · h5 blanques torre · d4 negres rei · e4 negres torre | d7 blanques rei · e5 blanques cavall · h5 blanques torre · d4 negres rei · e4 negres torre | d7 blanques rei · e5 blanques cavall · h5 blanques torre · d4 negres rei · e4 negres torre | d7 blanques rei · e5 blanques cavall · h5 blanques torre · d4 negres rei · e4 negres torre | d7 blanques rei · e5 blanques cavall · h5 blanques torre · d4 negres rei · e4 negres torre | 7 |
| 6 | d7 blanques rei · e5 blanques cavall · h5 blanques torre · d4 negres rei · e4 negres torre | d7 blanques rei · e5 blanques cavall · h5 blanques torre · d4 negres rei · e4 negres torre | d7 blanques rei · e5 blanques cavall · h5 blanques torre · d4 negres rei · e4 negres torre | d7 blanques rei · e5 blanques cavall · h5 blanques torre · d4 negres rei · e4 negres torre | d7 blanques rei · e5 blanques cavall · h5 blanques torre · d4 negres rei · e4 negres torre | d7 blanques rei · e5 blanques cavall · h5 blanques torre · d4 negres rei · e4 negres torre | d7 blanques rei · e5 blanques cavall · h5 blanques torre · d4 negres rei · e4 negres torre | d7 blanques rei · e5 blanques cavall · h5 blanques torre · d4 negres rei · e4 negres torre | 6 |
| 5 | d7 blanques rei · e5 blanques cavall · h5 blanques torre · d4 negres rei · e4 negres torre | d7 blanques rei · e5 blanques cavall · h5 blanques torre · d4 negres rei · e4 negres torre | d7 blanques rei · e5 blanques cavall · h5 blanques torre · d4 negres rei · e4 negres torre | d7 blanques rei · e5 blanques cavall · h5 blanques torre · d4 negres rei · e4 negres torre | d7 blanques rei · e5 blanques cavall · h5 blanques torre · d4 negres rei · e4 negres torre | d7 blanques rei · e5 blanques cavall · h5 blanques torre · d4 negres rei · e4 negres torre | d7 blanques rei · e5 blanques cavall · h5 blanques torre · d4 negres rei · e4 negres torre | d7 blanques rei · e5 blanques cavall · h5 blanques torre · d4 negres rei · e4 negres torre | 5 |
| 4 | d7 blanques rei · e5 blanques cavall · h5 blanques torre · d4 negres rei · e4 negres torre | d7 blanques rei · e5 blanques cavall · h5 blanques torre · d4 negres rei · e4 negres torre | d7 blanques rei · e5 blanques cavall · h5 blanques torre · d4 negres rei · e4 negres torre | d7 blanques rei · e5 blanques cavall · h5 blanques torre · d4 negres rei · e4 negres torre | d7 blanques rei · e5 blanques cavall · h5 blanques torre · d4 negres rei · e4 negres torre | d7 blanques rei · e5 blanques cavall · h5 blanques torre · d4 negres rei · e4 negres torre | d7 blanques rei · e5 blanques cavall · h5 blanques torre · d4 negres rei · e4 negres torre | d7 blanques rei · e5 blanques cavall · h5 blanques torre · d4 negres rei · e4 negres torre | 4 |
| 3 | d7 blanques rei · e5 blanques cavall · h5 blanques torre · d4 negres rei · e4 negres torre | d7 blanques rei · e5 blanques cavall · h5 blanques torre · d4 negres rei · e4 negres torre | d7 blanques rei · e5 blanques cavall · h5 blanques torre · d4 negres rei · e4 negres torre | d7 blanques rei · e5 blanques cavall · h5 blanques torre · d4 negres rei · e4 negres torre | d7 blanques rei · e5 blanques cavall · h5 blanques torre · d4 negres rei · e4 negres torre | d7 blanques rei · e5 blanques cavall · h5 blanques torre · d4 negres rei · e4 negres torre | d7 blanques rei · e5 blanques cavall · h5 blanques torre · d4 negres rei · e4 negres torre | d7 blanques rei · e5 blanques cavall · h5 blanques torre · d4 negres rei · e4 negres torre | 3 |
| 2 | d7 blanques rei · e5 blanques cavall · h5 blanques torre · d4 negres rei · e4 negres torre | d7 blanques rei · e5 blanques cavall · h5 blanques torre · d4 negres rei · e4 negres torre | d7 blanques rei · e5 blanques cavall · h5 blanques torre · d4 negres rei · e4 negres torre | d7 blanques rei · e5 blanques cavall · h5 blanques torre · d4 negres rei · e4 negres torre | d7 blanques rei · e5 blanques cavall · h5 blanques torre · d4 negres rei · e4 negres torre | d7 blanques rei · e5 blanques cavall · h5 blanques torre · d4 negres rei · e4 negres torre | d7 blanques rei · e5 blanques cavall · h5 blanques torre · d4 negres rei · e4 negres torre | d7 blanques rei · e5 blanques cavall · h5 blanques torre · d4 negres rei · e4 negres torre | 2 |
| 1 | d7 blanques rei · e5 blanques cavall · h5 blanques torre · d4 negres rei · e4 negres torre | d7 blanques rei · e5 blanques cavall · h5 blanques torre · d4 negres rei · e4 negres torre | d7 blanques rei · e5 blanques cavall · h5 blanques torre · d4 negres rei · e4 negres torre | d7 blanques rei · e5 blanques cavall · h5 blanques torre · d4 negres rei · e4 negres torre | d7 blanques rei · e5 blanques cavall · h5 blanques torre · d4 negres rei · e4 negres torre | d7 blanques rei · e5 blanques cavall · h5 blanques torre · d4 negres rei · e4 negres torre | d7 blanques rei · e5 blanques cavall · h5 blanques torre · d4 negres rei · e4 negres torre | d7 blanques rei · e5 blanques cavall · h5 blanques torre · d4 negres rei · e4 negres torre | 1 |
|   | a                                                                                          | b                                                                                          | c                                                                                          | d                                                                                          | e                                                                                          | f                                                                                          | g                                                                                          | h                                                                                          |   |

Un mat modèlic és una posició d'escac i mat en escacs en la qual el rei del bàndol perdedor i totes les caselles adjacents són atacades només un cop, i les caselles adjacents ocupades per peces del bàndol perdedor no són atacades pel bàndol fort (a menys que alguna d'aquestes unitats estigui necessàriament clavada per evitar que es pugui interposar en el xec, o capturar la peça que fa el mat). Encara més, totes les peces del bàndol fort, amb la possible excepció del rei i els peons han de participar activament a formar la xarxa de mat.
Al diagrama s'hi representa el mat d'ajuda en dos moviments compost per Michal Dragoun, expert compositor txec de mats d'ajuda, publicat el 1993 a la revista francesa Phénix. Té dues solucions, i ambdues són mats modèlics (en mats d'ajuda, les negres mouen primer):
- 1.Te3 Re6 2.Re4 Th4#,
- 1.Rc5 Rc7 2.Tc4 Cc6#

Els mats modèlics són extremadament rars en la pràctica de torneigs, però sí que es veuen en problemes d'escacs, als quals afegeixen valor, ja que són considerats elements artístics. De fet, són la base de l'anomenada escola bohèmia de compositors d'escacs, especialitzats en mats en tres o més moviments.
Si totes les peces d'ambdós colors són involucrades en el mat modèlic, llavors es tracta d'un mat ideal. Els dos mats de l'exemple anterior són també mats ideals.